# 威尼斯民族主義
威尼斯民族主義是義大利威尼托大区（首府为威尼斯）的一個地区主義運動，主張重新發現历史上的威尼斯共和國的遺產、傳統、文化和語言，自義大利中央政府爭取更多自治權，甚至獨立為威尼托共和國。一些威尼斯民族主義者認為威尼托大區和義大利其他地區明顯不同，並且拒絕承認1866年威尼托和義大利合併的有效性。